# Такси

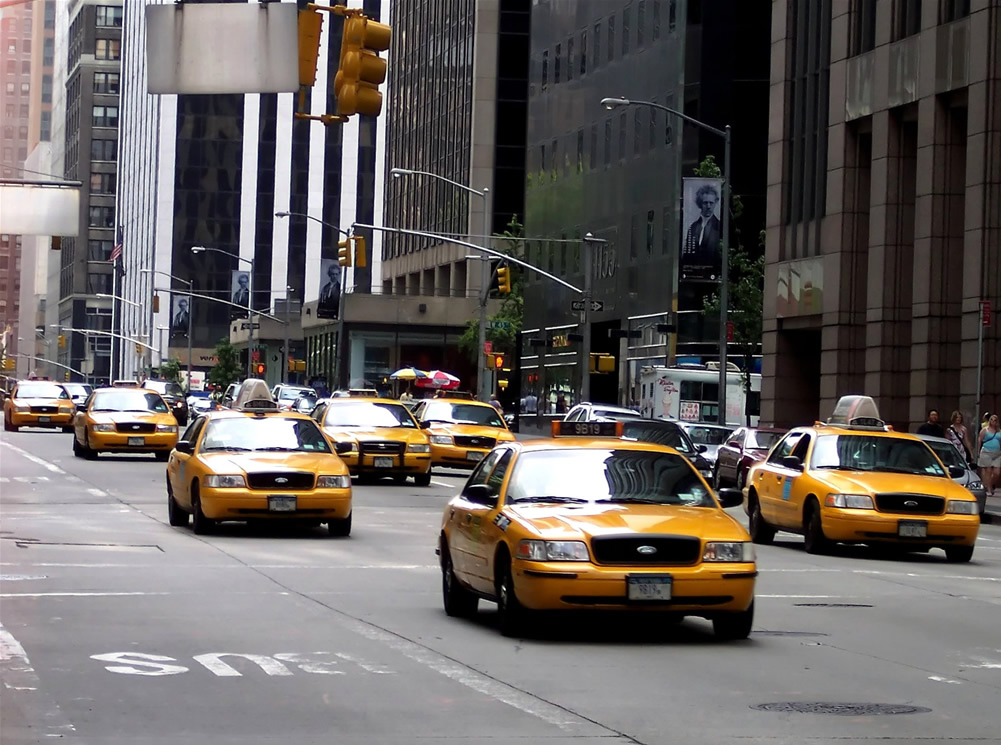
Нью-йоркское такси

Такси́ (от фр. Taximètre «счётчик цены») — автомобиль, предназначенный для перевозки пассажиров в любое место назначения с оплатой проезда, измеряемой по таксометру.

## Особенности
Чаще всего в качестве автомобилей такси используются седаны или минивэны. В развитых странах таксисты координируют свои действия с диспетчером таксопарка, который может передавать водителям сведения о заказах по радиосвязи либо при помощи телефона. В японских такси для этой цели используется навигация через GPS. Особой характерной чертой для такси являются так называемые «Шашки» (англ. The Checkers, Top Light Box), выполненные в жёлтой прямоугольной форме и прикрепляющиеся на крышу такси.

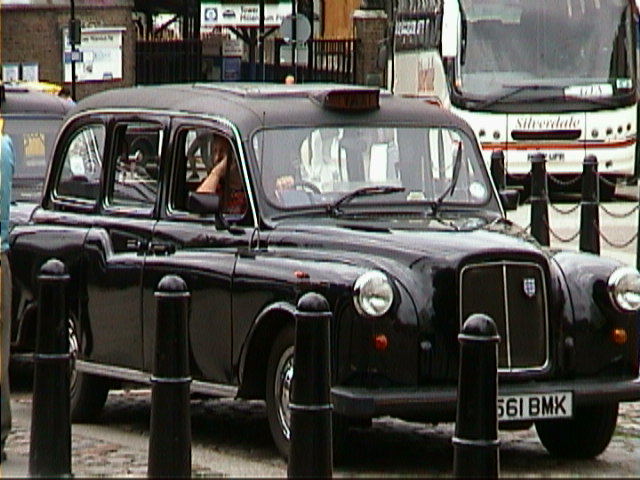
Лондонское такси «Austin FX4» (кэб)

Отдельной категорией выделяются такси, которые не имеют инфраструктуры по приёму заказов и по вывозу пассажиров, а осуществляют вывоз пассажиров путём прямой интеграции с инфраструктурой множества реальных такси. Звонок пассажира или заполненная заявка на сайте попадает в распределительный центр, откуда с учётом приоритета обслуживания клиента (например, цена), попадает в информационные системы десятков таксопарков. Как результат — возможность подбора машины по тарифу или другим критериям и значительно бо́льшая вероятность подачи машины.
Сильными сторонами служб такси является доставка в любую часть города в любое время в кратчайшие сроки и круглосуточный график работы. Но наряду с этим существует ряд слабых сторон:
- высокая стоимость услуг;
- низкая пассажировместимость;
- возможность отказа в обслуживании в связи с отсутствием свободных машин;
- нечёткое время подачи;
- большая численность «нелегалов» (около 85 %, по данным 2010 года), а это часто предопределяет низкий уровень обслуживания: опоздание, приезд по другому адресу, попытки водителя получить больше заявленного тарифа. Нередки случаи нападения на пассажиров.

Существуют также маршрутные такси, которые осуществляют перевозки по определённым линиям — маршрутам. От автобуса маршрутные такси отличаются прежде всего тем, что осуществляют остановку и высадку пассажиров только по требованию, причём не только на остановках общественного транспорта, но и во всех местах по пути следования, где правилами разрешена остановка (посадку пассажиров маршрутные такси обычно осуществляют только на остановочных пунктах). Ещё одно отличие от автобусов — небольшое количество пассажиров.
Есть также коммунальное такси, осуществляющее перевозки по регулярным и не регулярным маршрутам с использованием машин разного класса. Заявки диспетчерская коммунального такси обрабатывает круглосуточно от жителей одного населенного пункта (района, микрорайона, коммунальной сети города).
Коммунальным может быть такси, в парке автомобилей которого есть хотя бы 1 % от общего количества авто следующих классов: микроавтобус, автобус. И обязательным должно быть выполнение заявок от коммунального хозяйства населенного пункта (района, микрорайона, коммунальной сети города).

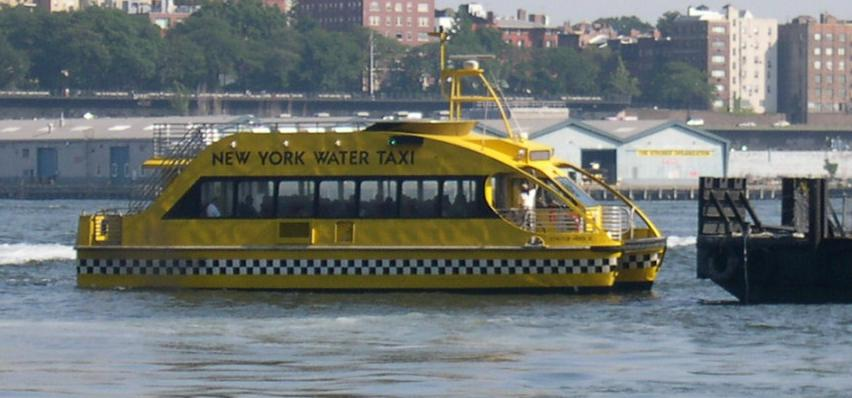
Нью-йоркское водное такси

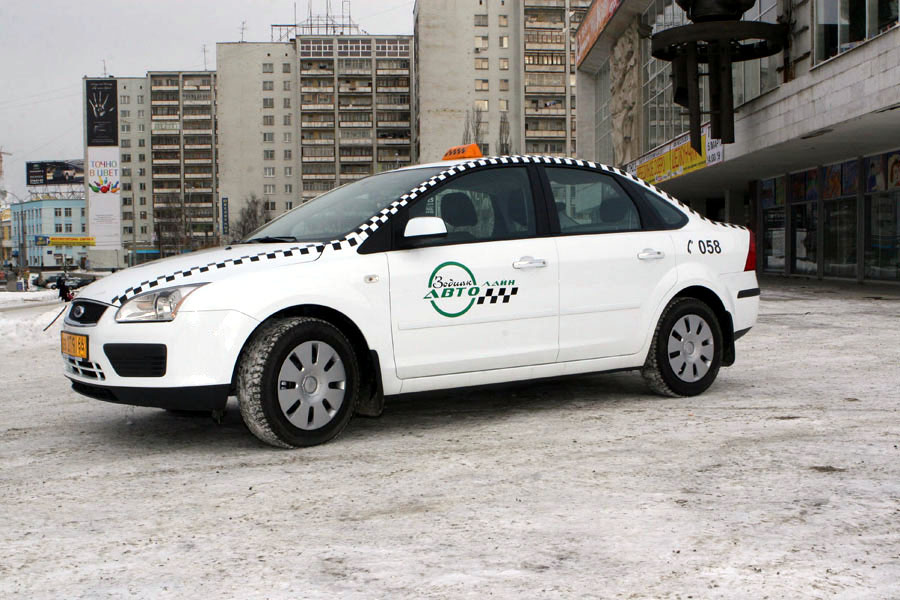
Такси Ford Focus в Екатеринбурге

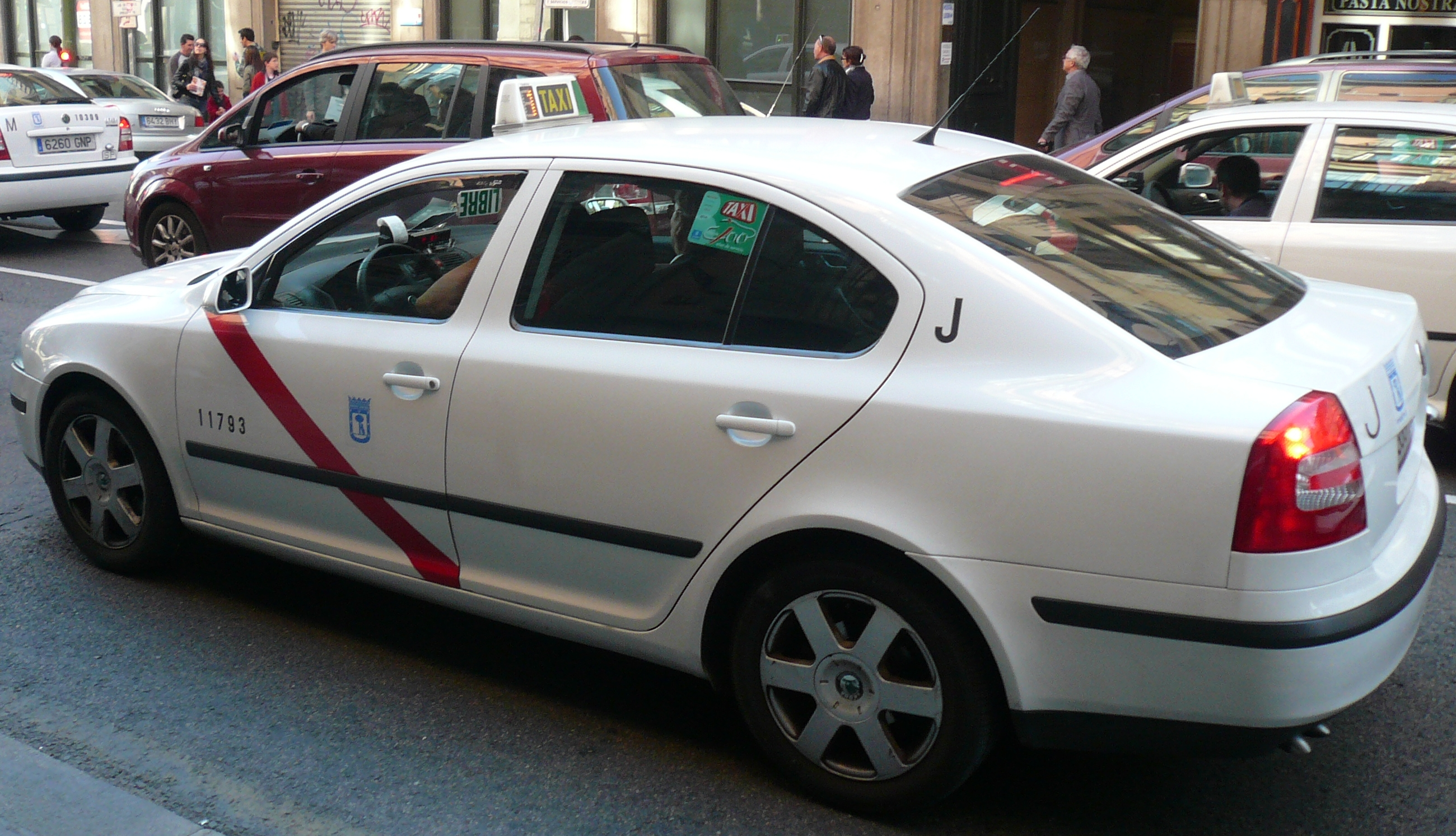
Такси Škoda Octavia в Мадриде

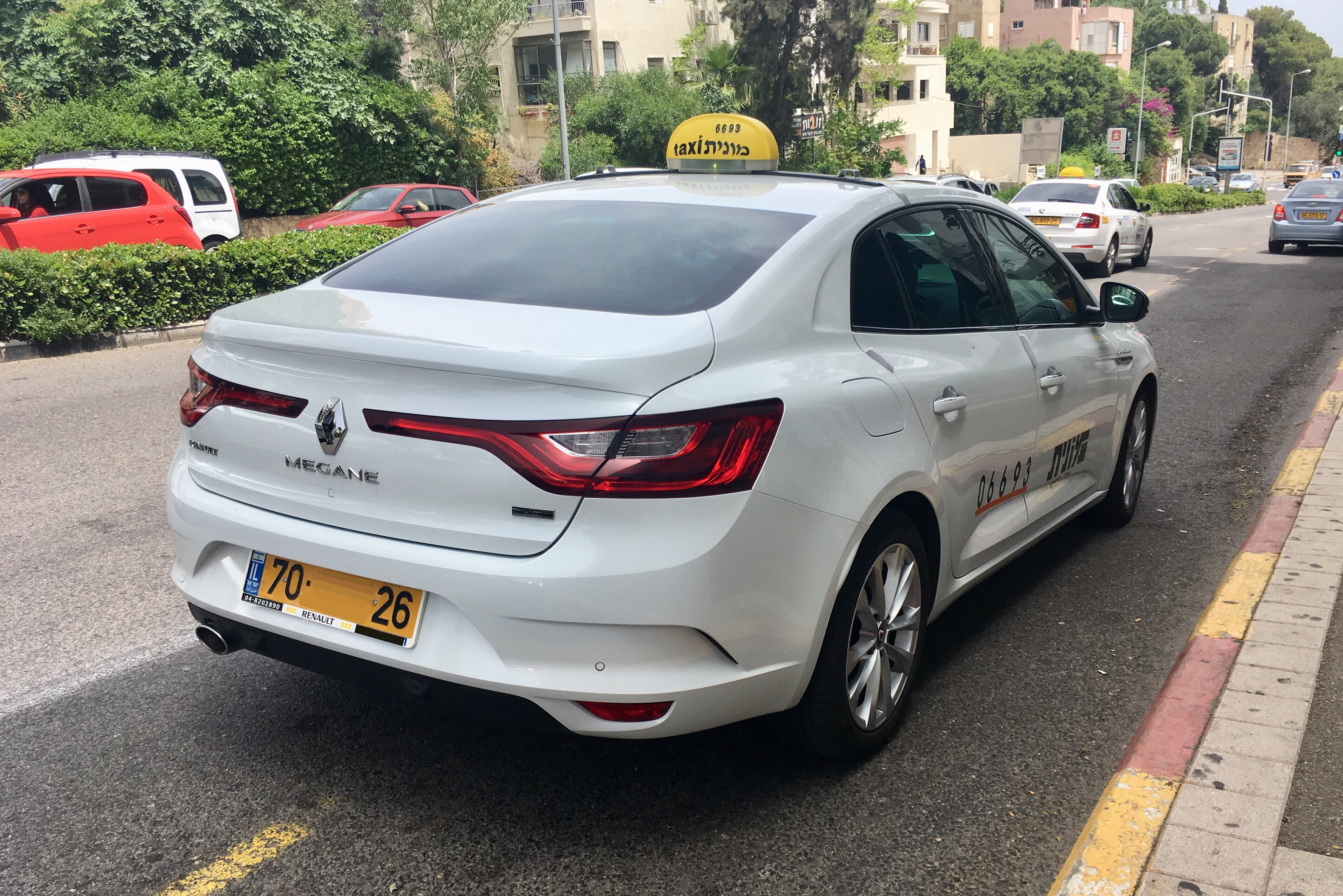
Такси Renault Mégane Grand Coupe в Хайфе (Израиль)

## История такси
Частный извоз в европейских странах известен по крайней мере с XVII века. В 1639 году лондонский союз кучеров (Corporation of Coachmen) официально получил право брать плату за перевозку. В 1640 году в Париже появились фиакры. Уже во второй половине столетия западные путешественники (Бернгард Таннер в 1678 году, Фуа де ла Невилль в 1689) отмечали наличие в Москве множества извозчиков. В 1823 году в Лондоне появились лёгкие двухколёсные кабриолеты, которые быстро завоевали популярность, получили короткое название «кэб» и стали одним из символов викторианской эпохи.
Слово «такси» (taxi) образовано сокращением названия taximeter-cab, или taxicab, которое означало «кэб с таксометром». Патент на автоматический счётчик расстояния, пройденного колёсным экипажем, и соответствующей платы получил ещё в 1875 году немецкий преподаватель музыки Вильгельм Фридрих Недлер, который назвал свой прибор «Taxanom» (нем. Taxe «плата» + греч. νόμος «закон»). Однако запустить «таксаном» в производство Недлер смог лишь в 1884 году в Гамбурге, где он организовал акционерное общество Taxanom AG. Городское полицейское управление вскоре выпустило подробные правила эксплуатации счётчиков на конных повозках. Базовый тариф на поездки в 1886 году составлял 30 пфеннигов за первые 0,8 км плюс 10 пфеннигов за каждые следующие 0,4 км. В том же году «таксаномы» появились в Лейпциге, а затем также в Бремене и Берлине. В 1888 году конструкция была усовершенствована гамбургским часовщиком Фердинандом Денкером, однако уже в 1890 патенты обоих изобретателей выкупила компания Westendarp & Pieper, переименовав прибор в «Taxameter». Ведущий инженер этой компании Фридрих В. Г. Брунн, также внёсший ряд усовершенствований, в 1897 году создал собственную фирму Internationaler Taxameter GmbH и повёл дело настолько успешно, что в 1906 году купил Westendarp & Pieper. Брунн прибавлял собственную фамилию к названиям всех выпускаемых им устройств, и в результате многие источники именно его называют изобретателем таксометра как такового.
Возможно, первым, кто установил «таксаметры» на автомобили, был Фридрих Грайнер из Штутгарта: в 1896 году он заказал десять моторных экипажей Daimler Riemenwagen, которые вышли на улицы в мае следующего года. Новинка стала распространяться, хотя вытеснение конных извозчиков заняло немало времени: так, в Берлине ещё в 1906 году из 7500 наёмных экипажей лишь около 300 были моторными. В Стокгольме в 1897 году полицейские власти признали работу «таксаметров» неудовлетворительной и запретили их. Использовались для их установки и ранние электромобили. В 1906—1907 гг. американские газеты сообщали о моторных «кэбах» со счётчиками (которые теперь уже назывались «taximeters») в Париже и Лондоне как о новинке. В 1907 году такси появились в Нью-Йорке, Филадельфии и Бостоне, а затем и во многих других городах США и иных стран. 
Первые в России автомобили с таксометрами появились в 1906 году в Санкт-Петербурге и Минске, в 1907 в Москве и Гельсингфорсе, в 1908 в Архангельске, Казани, Одессе, Риге, Самаре и Туле, а затем и в других городах. Однако массовыми пассажирские перевозки на «таксомоторах» успели стать только в столицах. В Москве в 1909 году появилось «Товарищество автомобильного передвижения», использовавшее автомобили Darracq, NAG и Fiat. К лету 1913 года в Москве работало уже 217 такси, а в Петербурге к лету 1914-го — 403 машины марок Charron, Opel, Panhard & Levassor и других. Появилась телефонная диспетчерская служба. В июне 1911 года Министерство торговли и промышленности утвердило «Временные правила для испытаний и поверки экипажных таксомоторов в Главной палате мер и весов». Лицензирование пассажирских перевозок было передано в ведение городских управ. В 1909 году на выставке новейших изобретений в Петербурге был представлен таксометр конструкции инженера А. Г. Кацкого.
Во время Первой мировой войны большинство технически пригодных машин было мобилизовано, а после Октябрьской революции 1917 года оставшаяся техника была национализирована, таксопарки закрыты. Первые советские государственные такси появились в Москве в 1925 году — это были Renault KZ. В Ленинграде первый таксопарк открылся в 1929 году, получив автомобили Ford A. В 1930-х годах в эксплуатацию пошли советские ГАЗ-А, ГАЗ-М1 и ЗИС-101. 
В середине XX века на дверцах таксомоторов появились шашечки, а в правом углу лобового стекла — зелёный огонек (вместо красного), сигнализирующий о том, что машина свободна.
В 1960-х годах нью-йоркское такси было оснащено радиосвязью с диспетчерами. Однако это привело к многочисленным жалобам со стороны пассажиров, поскольку машина, следующая на определённый адрес по вызову, не могла подобрать «голосующих» на улице. На сегодняшний день у жёлтых такси вообще нет диспетчеров: эти такси предназначены исключительно для подбора пассажиров на улице и не имеют права работать по вызову. Помимо жёлтых такси, в Нью-Йорке также имеются кар-сервисы — компании, осуществляющие легковые перевозки в заказном порядке, то есть по вызову. Водители и диспетчеры кар-сервисов обычно пользуются радиосвязью. Они не имеют права использовать счётчик. Кроме того, их машины не могут иметь на крыше лампочку, характерную для такси.
Нью-йоркские такси окрашивают в жёлтый цвет, иногда с чёрно-белыми шахматными участками, на крыше имеется подсвечивающаяся в ночи лампочка с номером «медальона» (лицензии). Яркий цвет был выбран ещё в начале XX века компанией Yellow Cab, которая наладила выпуск автомобилей, предназначенных для работы только в качестве такси. Мотивация проста: жёлтые такси были заметны издалека. Лондонские такси традиционно окрашивают в чёрный цвет. Польские такси обычно разноцветные. В Гонконге существуют три типа окраски такси: наиболее частый — красный, зелёные такси используются в районе Новых Территорий, а синие — на островах Лантау. В ОАЭ такси, как правило, окрашены в кремовый цвет, как и в Германии. В Сингапуре таксомоторы голубые, а в Таиланде — розовые.

## Тарификация
В апреле 1977 года такси в СССР подорожало в два раза — километр стал стоить 20 копеек. В большинстве такси во времена СССР была принята такса за километр, которая составляла в 1988 году 20 копеек, при этом расстояние между исходной и конечной точками вычисляется ещё до поездки. Преимуществом такого подхода является ориентация на пассажира: стоимость поездки не зависит от дорожной обстановки, а водителю выгоднее ехать оптимальным маршрутом и с оптимальной скоростью. Недостаток — водителю невыгодно выходить на работу в часы пробок, которых, впрочем, во времена СССР почти не было.
Другие варианты тарификации:
- такса за минуту;
- такса за километр по счётчику.

Оба этих варианта чреваты мошенничеством со стороны таксиста. Стоимость поездки на такси, как правило, не зависит от количества людей и груза (дополнительная оплата идёт только за простой и груз сверх багажника).

## Дополнительные услуги такси
Кар-сервис (англ. car service — автомобильная служба) — разновидность такси, существующая в городах, где пассажирские перевозки строго регулируются властями (например, в Нью-Йорке или Лондоне). В отличие от такси, машины кар-сервиса имеют произвольную окраску. Кроме того, кар-сервисам не разрешается иметь на крыше подсветку, характерную для такси. Такси предоставлено исключительное право подбирать пассажиров с улицы. Кар-сервисы же, наоборот, могут работать только по вызову и не имеют право ловить клиентов на улице.
В России в последние годы тоже появляются аналогичные службы. В них как правило используются дорогие новые иномарки бизнес-класса без отличительных признаков такси. Они пользуются спросом среди клиентов, которые хотят обозначить свой высокий социальный статус.
Помимо собственно такси — легкового извоза — службы такси могут предоставлять и другие услуги:
- Аренда автомобиля представительского класса.
- Грузовое такси
- Эвакуатор — для буксировки сломавшихся автомобилей.
- «Трезвый водитель» — подвоз подвыпившего водителя на его же машине.
- Междугородное такси — поездка на такси из одного города в другой.
- Встреча пассажиров в аэропорту.

## Такси в России

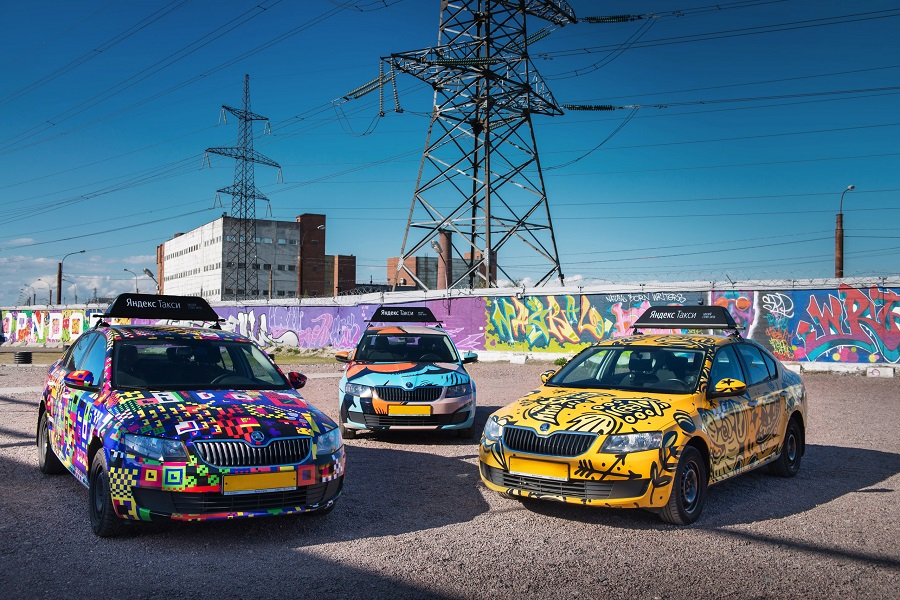
Такси в стиле стрит-арт в Санкт-Петербурге оператора «Яндекс Такси»

После ликвидации и приватизации государственных таксопарков такси в России является частным видом предпринимательской деятельности. За исключением Москвы и Санкт-Петербурга, в регионах парк такси состоит из личных автомобилей водителей. Многие юридические компании, предоставляющие услуги такси в малых городах, не несут ответственности за безопасность автомобиля и профессионализм водителя, предоставляя на деле только информационные (диспетчерские) услуги. Также неформально на улицах городов существуют «бомбилы» (нелегальные извозчики). В нарушение Федерального закона № 69 у водителей отсутствуют лицензии и кассовые аппараты.
В ноябре 2006 года Мининформсвязи России приказом № 142 от 17.11.2006 г. утвердило Телефонный план нумерации, в котором закрепило за службами такси короткие четырёхзначные номера в диапазоне 133Х.

## Социальное такси для маломобильных граждан
В России действует социальное такси для инвалидов в 25 городах с частичной оплатой проезда.
В  Киеве предоставляют услуги социального такси для инвалидов и пенсионеров, которые с трудом передвигаются.

## Велосипедные и мотоциклетные такси

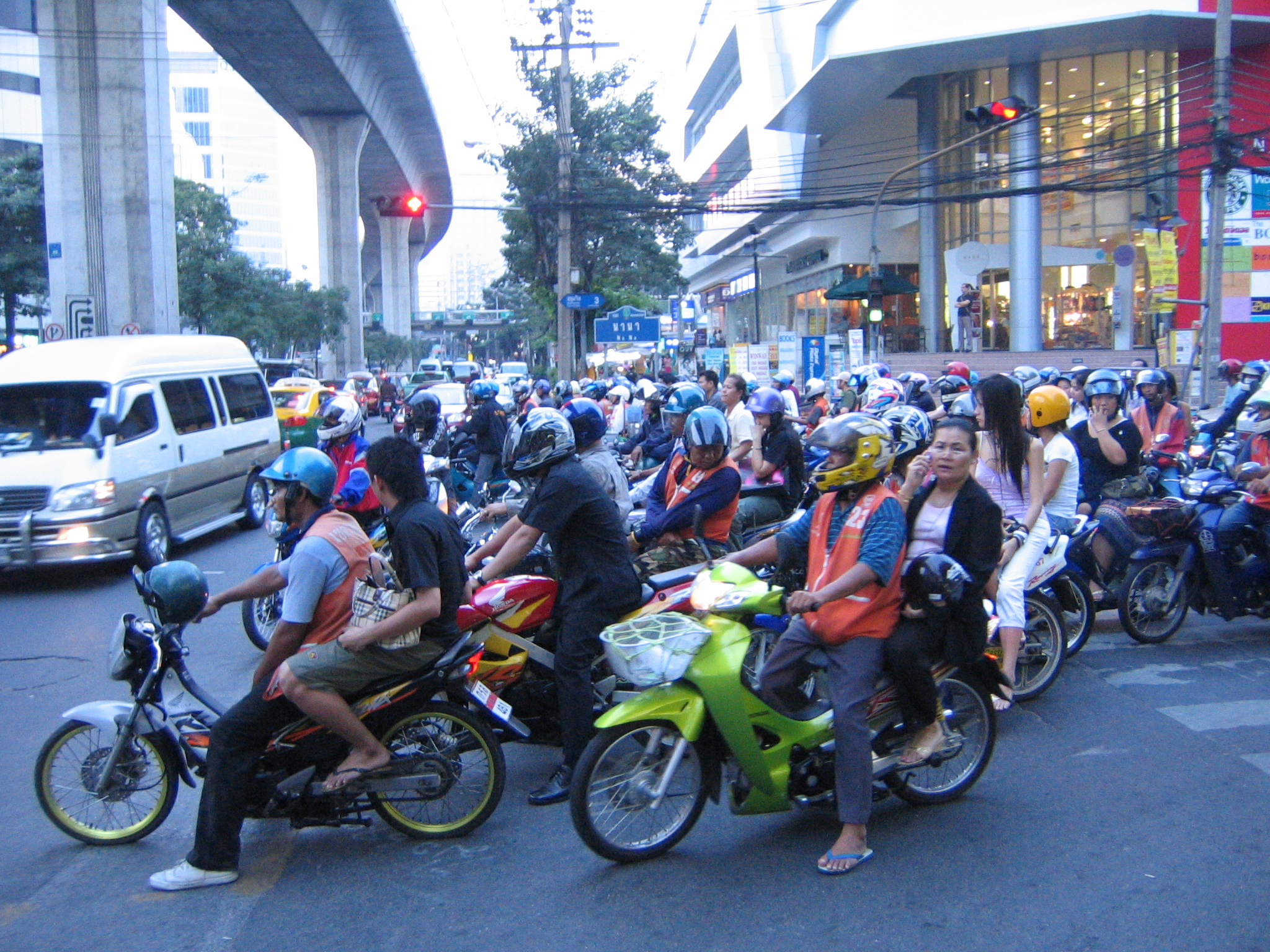
В Бангкоке мото-таксисты носят оранжевые жилеты

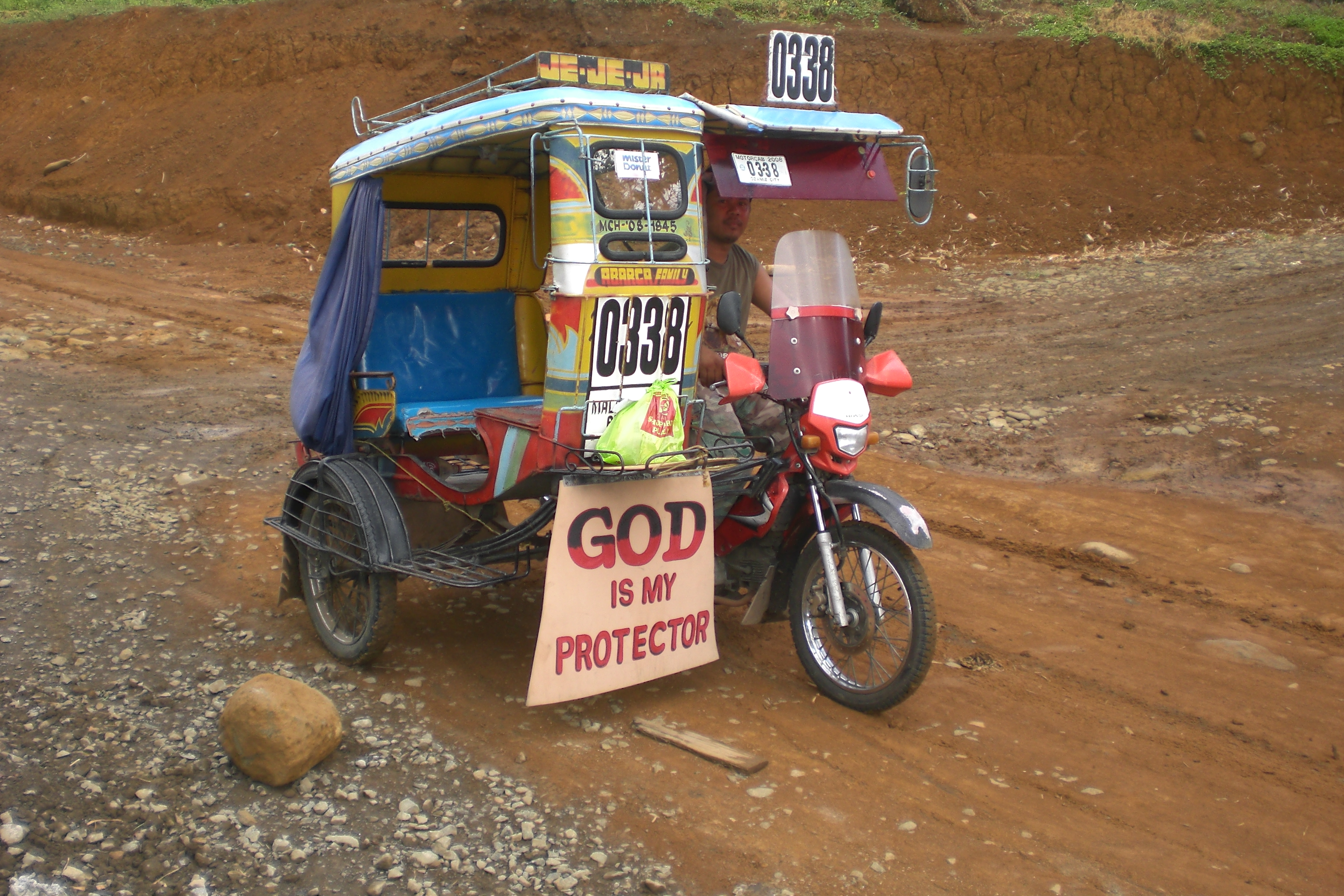
На Филиппинах популярны тук-туки: гибриды мотоцикла с рикшей

Во время Второй мировой войны большинство автомобилей-такси были конфискованы рейхом, бензина тоже почти не было. Многие страны Европы перешли на мускульную тягу: своеобразными такси стали велосипеды, соединённые с колясками-прицепами для пассажиров.
Сегодня во многих странах Азии властями разрешено применение в качестве такси мотоциклов. Как правило, такие такси не имеют колясок и везут одного пассажира, а иногда даже двух.
В России в последние годы тоже появляются службы мото-такси в крупных городах, как способ борьбы с дорожными «пробками». В Москве, например, где движение автомобильного транспорта нередко сильно затруднено, байк-такси — зачастую единственная возможность добраться куда-то (например, в аэропорт) в срочном режиме (к примеру, в случае опоздания). Однако, несмотря на это, жители мегаполисов настороженно относятся к новому виду такси, ведь езда на мотоцикле сама по себе опасна, а учитывая дорожную ситуацию в крупных городах, плохую подготовку водителей и крайне низкую культуру вождения, шанс погибнуть в аварии очень велик.
По состоянию на 2011 год, байк-такси существует в 15 городах России.

## Агрегаторы такси
До начала 2010-х годов практически единственными способами воспользоваться такси были, как и в старину, остановка машины на улице и заказ через диспетчерскую службу, обычно по телефону. Однако в 2009 году американские IT-предприниматели Трэвис Каланик и Гаррет Кэмп воспользовались распространением смартфонов и мобильного интернета, разработав систему агрегации заказов, в которой создаваемая пользователем в мобильном приложении заявка автоматически обрабатывается с учётом данных геолокации и поступает к находящимся поблизости водителям, которые могут принимать её на своё усмотрение. Стоимость поездки рассчитывается заранее и может автоматически списываться с банковской карты пользователя. Компания-агрегатор при этом может не иметь собственных автомобилей и не нанимать водителей, а только подключать к системе автовладельцев-частников. Эта модель, первоначально применённая новой компанией Uber для заказа лимузинов в Сан-Франциско, стремительно завоевала популярность и привлекла крупные инвестиции.

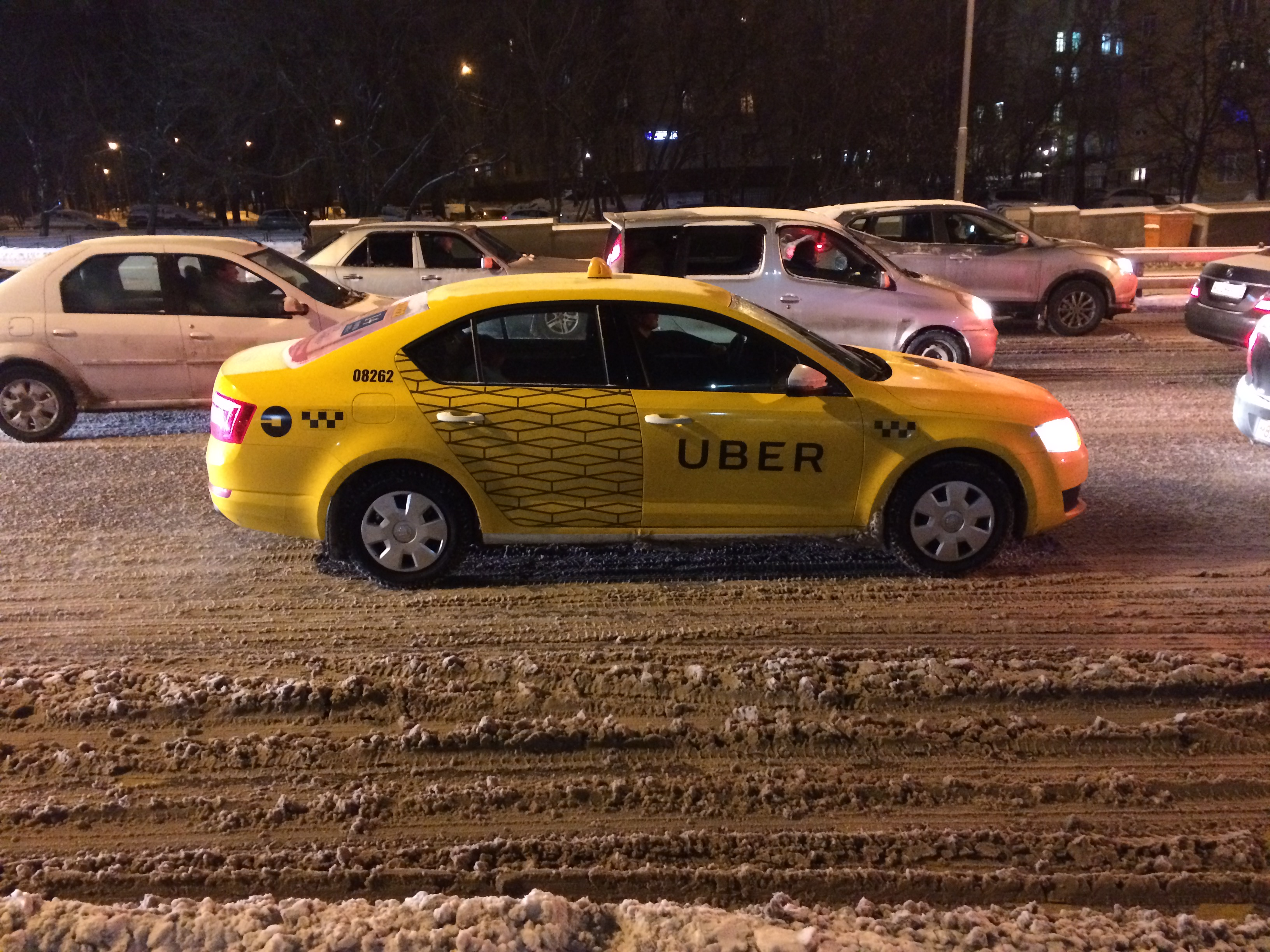
Такси Škoda Octavia сервиса Uber, Москва

В 2010—2012 годах появились и другие схожие сервисы: американский Lyft (выросший из основанного в 2007 году сервиса Zimride, предназначенного для организации совместных частных поездок), британский Hailo, израильский GetTaxi, российский «Яндекс Такси». Первоначально задуманная скорее как способ использования личных автомобилей в свободное время, эта модель (в английском языке за ней закрепилось название ride sharing, которое может относиться и к системам вроде BlaBlaCar) затем стала включать и целые таксопарки, и индивидуальных водителей, покупающих или берущих в аренду автомобиль специально для извоза. К 2017 году общемировая доля «цифрового» такси достигла 40%. Практически с самого начала в разных странах наблюдались протесты традиционных таксистов, которым, в отличие от водителей цифровых сервисов, приходилось подчиняться большему количеству правил и платить дополнительные сборы, теряя таким образом конкурентоспособность. Имели место и запреты этих сервисов в отдельных штатах США и других странах мира. Во многих странах к концу 2010-х годов было значительно усилено регулирование деятельности агрегаторов (особенно Uber), в ряде случаев они были признаны работодателями подключённых к ним водителей и обязаны исполнять по отношению к ним трудовое законодательство.
Несмотря на ограничения, рынок демонстрирует быстрый рост. Общемировой объём перевозок на нём за 2021 год оценивается в 85,8 млрд долларов; доля населения, пользующегося услугами такси на смартфоне, в том же году составила 44% в Китае, 42% в России и 36% в США. В России к 2021 году через агрегаторы проходило 60% заказов такси, общее количество занятых в этом секторе составило 575 тыс. человек. 
Результаты этой отраслевой революции оказались неоднозначными. По данным Университета Кентукки, в Сан-Франциско с 2010 по 2016 год транспортная загруженность только усилилась, причём в значительной степени именно за счёт такси сетевых компаний. В 22 крупных городах США зафиксирован резкий спад пользования автобусами: это может означать, что на такси пересаживаются не столько владельцы личных автомобилей, сколько пользователи общественного транспорта. В Москве наблюдается рост комиссии агрегаторов и падение доходов водителей, вынуждающее их работать до 17—18 часов в сутки, что ведёт к росту аварийности. С другой стороны, по данным правительства Москвы, с 2010 по 2018 годы доля граждан, пользующихся личным автомобилем, сократилась с 39% до 28% при росте пользования общественным транспортом.

## Культурное влияние

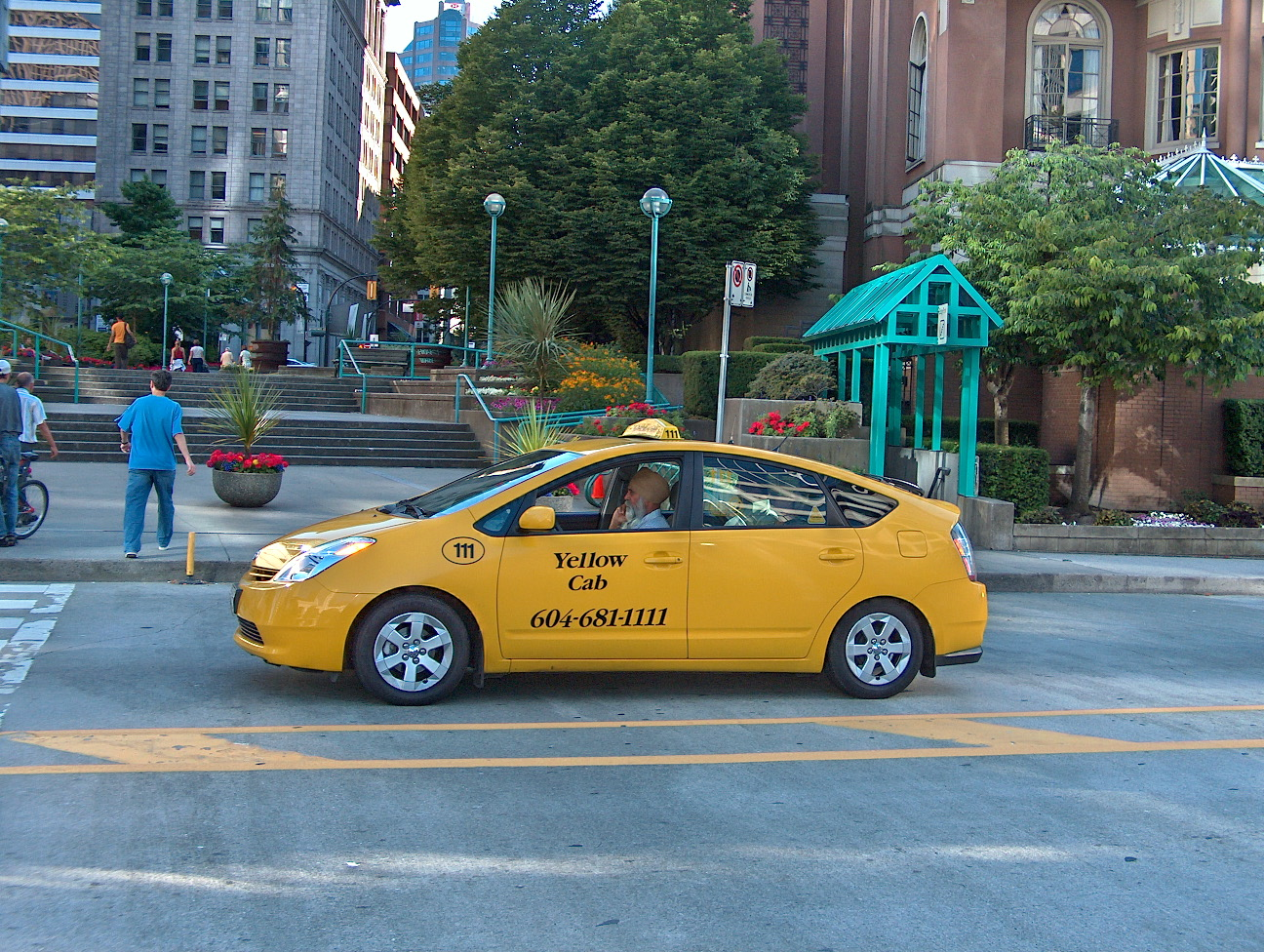
Toyota Prius II в Ванкувере

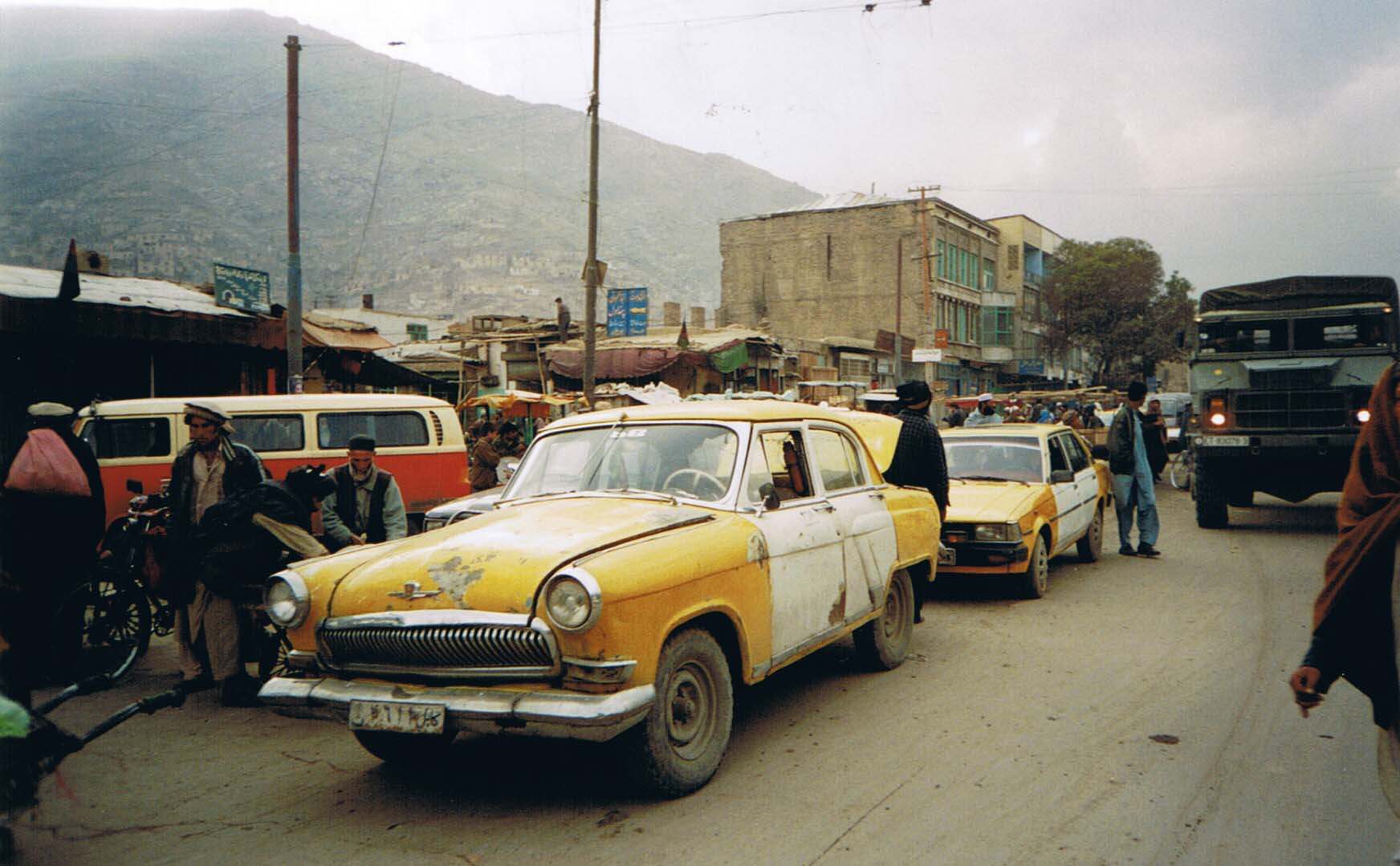
Такси ГАЗ-21 в Кабуле, Афганистан

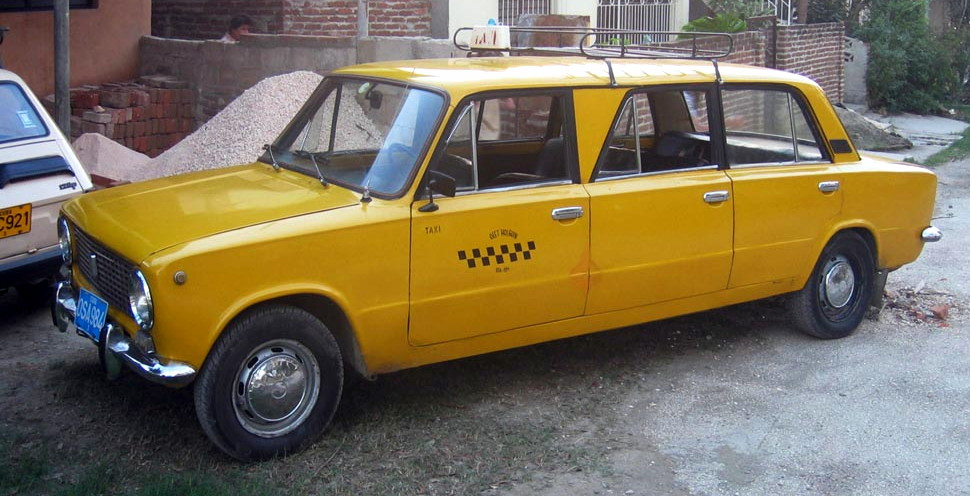
Такси с удлинённым кузовом. Тринидад, Куба

- 11 марта 1972 года был выпущен альбом Гарри Чапина с песней «Такси».
- «Таксист» («Taxi-driver») — американский художественный фильм 1976 года режиссёра Мартина Скорсезе с Робертом Де Ниро в главной роли.
- «Такси» («Taxi») — американская комедия о жизни нью-йоркских таксистов, работающих на «Саншайн Кэб Компани», шедшая в 1978—1982 годах по каналу «ABC», а в 1982—1983 годах — по «NBC» с Дэнни Де Вито в главной роли.
- «Зелёный огонёк»; «Горожане»; «Плата за проезд», Ночной Экипаж, «Три тополя на Плющихе» (советские фильмы о работниках такси).
- Тетралогия «Такси» по сценарию Люка Бессона («Такси» — 1998, «Такси 2» — 2000, «Такси 3» — 2003 и «Такси 4» — 2007). Одноимённый американский ремейк вышел в 2004 году.
- Видеоигра «Сумасшедшее такси» (Crazy Taxi), в которой игроки пытаются набрать деньги и/или очки, подбирая пассажиров и доставляя их за время в пункт назначения. Этот сценарий вошёл в бонусные миссии серии компьютерных игр Grand Theft Auto.
- Видеоигра Mafia: The City of Lost Heaven, в которой главный герой — таксист, по воле случая ставший мафиози.
- 13 марта 1999 года в Бухаресте образовалась румынская поп-группа «Такси».
- В Австралии посетители пабов и кафе иногда кричат «такси!» дебоширам, намекая на то, что их нужно отправить домой.
- Телевизионная игра «Cash Cab[англ.]», в которой можно было заработать деньги, попав в обычное такси (в России известна под названием «Такси»).

## Эксперименты с автономным такси
С 2016 года в Японии, в городе Фудзисава, проводится эксперимент по использованию такси без водителя. С 2018 года в Москве проводятся испытания беспилотного такси «Яндекса».